# Joan Tharrats
Joan Tharrats Pascual, que usó seudónimos como T.P. Bigart es un profesor de Ciencias de la Comunicación en la Universidad Ramon Llull, además de guionista de cómic y televisión, nacido el de 19 de marzo de 1958 en Barcelona. Es sobrino del pintor Joan Josep Tharrats y hermano del dibujante Tha, junto al cual y acompañado también de Francisco Mir y Josep Maria Sirvent constituyó el colectivo Quatricomía-4.

## Biografía
Joan Tharrats Pascual es vecino del barrio barcelonés de Gracia.
A pesar de su interés inicial por la Microbiología o la Filosofía, acabó licenciándose en Psicología. Mientras hacía un estudio sobre los papiones en cautiverio en el Zoo de Barcelona, comenzó a colaborar con su hermano August, que entonces trabajaba para "TBO", escribiéndole los guiones de Ergo (1978). Dirigió la revista "Primeras Noticias", donde volvió a colaborar con Tha.
En la década de los ochenta, ambos publicaron en El Jueves las series Ciclo XXI y Qué gente!. Junto a Rafa Vaquer creó a Johnny Roqueta en 1982. Hacia 1988 abandonó su seudónimo y siguió escribiendo Absurdus Delirium para la revista Fluide Glacial.

## Obra
Como guionista de historietas
- 1978 Ergo, con dibujos de Tha, para "TBO"
- 1979 El Troglodita, con dibujos de Tha, para "Primeras Noticias"
- 1981 Ciclo XXI, con dibujos de Tha, para "El Jueves"
- 1982 Qué gente!, con dibujos de Tha, para "El Jueves"
- 1982 Johnny Roqueta, con dibujos de Rafa Vaquer para "Cul de Sac"
- 1984 El miércoles, mercado, junto a Francisco Mir, Sirvent y Tha, para "El Jueves"
- 1984 Absurdus Delirium, con dibujos de Tha, para "Fluide Glacial"
- 1996 Personal Digital, con dibujos de Tha, para "PCFormat".[1]

Como guionista de televisión
- 2003 Dinamita
- 2009 13 anys i un dia
- 2010 Més dinamita